# 1959年女子バスケットボール世界選手権
1959年女子バスケットボール世界選手権は、1959年にソビエト連邦のモスクワで開催された女子バスケットボールの国際大会である。
前年にベルリン危機が起こるなど冷戦の真っ只中で行われており、西側諸国が相次いでボイコットした。その中、開催国のソ連が初優勝。

## 最終成績
| 1959年世界選手権 優勝国: |
| ------------------------ |
| ソビエト連邦             |

| 順位 | 国               |
| ---- | ---------------- |
| 2    | ブルガリア       |
| 3    | チェコスロバキア |
| 4    | ユーゴスラビア   |
| 5    | ポーランド       |
| 6    | ルーマニア       |
| 7    | ハンガリー       |
| 8    | 北朝鮮           |